# 广渠门内大街
39°53′32″N 116°25′33″E / 39.89225°N 116.42578°E
广渠门内大街是位于中国北京市东城区南部的一条大街。

## 简介
北京外城广渠门内，原有广渠门大街（现称广渠门南小街）。由于该街道路狭窄，且交通量大，1952年在其北侧新开辟了一条宽阔的大街，即今广渠门内大街的东段。
广渠门内大街东到广渠门桥，即广渠门原址处，西到崇文门外大街，与珠市口东大街连接。
广渠门内大街207号，是曹雪芹居住过的“十七间半”。2000年，广渠门内大街拓宽，文物界专家呼吁保留此处，但207号由于位于红线以内仍遭拆除，原址成为机动车道。2003年，曹雪芹故居通过了复建规划，地点位于原来207号院以北40米处，后来发现此处为北京地铁5号线的出气口位置，故方案被迫修改，向东迁移100米。2006年新规划通过之际，迫于开发商之要求，规划再次修改。此后曹雪芹故居长期未能复建，直至2019年1月才启动重建工程，该工程由新世界發展出资，2022年7月29日建成开馆。